# Думітру Мунтян
Думітру Мунтян (нар. 10 квітня 1985, Бендери) — молдовський футбольний арбітр. Арбітр ФІФА та УЄФА з 2013. Судить матчі в молдовській Суперлізі з 2012 року.

## Суддівська кар'єра
11 липня 2013 року Мунтян дебютував у єврокубках під час матчу між «Левадією» (Таллінн) та «Бала Таун» у попередніх раундах Ліги Європи УЄФА. Гра завершилася з рахунком 3–1 на користь естонців, а суддя з Молдови чотири рази показав жовту картку.
11 жовтня 2013 року він відсудив свій перший міжнародний матч на рівні збірних, коли Фарерські острови зіграли внічию 1–1 проти Казахстану. У цьому матчі Мунтян показав одну жовту картку.